# Henty
Henty est un village à la limite de la Riverina en Nouvelle-Galles du Sud, à 420 km au sud-ouest de Sydney sur l'Olympic Highway. Au recensement de 2021, sa population était de 1 225 habitants.
La gare d'Henty, ouverte en 1880 et déplacée sur son lieu actuel en 1904, est un monument classé au registre du patrimoine de Nouvelle-Galles du Sud (NSW State Heritage Register). Cette gare est un arrêt de la ligne Main Southern railway line (en) de l'opérateur NSW TrainLink entre Sydney et Melbourne.

## Référence
1. ↑  (en) « Henty (NSW) : 2021 Census All persons QuickStats » , sur Australian Bureau of Statistics (consulté le 2 novembre 2024)
2. ↑  (en) « Henty Station », sur NSW Rails (version du 7 avril 2012 sur Internet Archive)
3. ↑  (en) « Henty Railway Station and yard group », sur NSW State Heritage Inventory (consulté le 4 novembre 2024)
4. ↑  (en) « Central to Melbourne (Southern Cross) », sur Transport NSW (consulté le 4 novembre 2024)